# Norbert Javůrek
Norbert Javůrek (18. ledna 1839 Vojnův Městec — 29. ledna 1880 Split) byl český lékař a hudební skladatel. Organizoval koncerty slovanských písní v Brně a Olomouci. Proslavil se zejména harmonizací Sušilových moravských národních písní i některými vlastními skladbami.

## Život
Narodil se 18. ledna 1839 ve Vojnově Městci. Již od dětství měl hudební nadání — v deseti letech hrál na klavír skladby Beethovena a Bacha, ve dvanácti k nim přidal Dreyschocka, Thalberga a Liszta.
Studoval na gymnázium v Mikulově, kde rovněž hrál na varhany v kostele sv. Jana Křtitele. Poté absolvoval medicínu na Josefínské akademii ve Vídni.
Roku 1860 získal místo jako c. k. vrchní lékař v Brně. Zapojil se tam do kulturního života. Ve čtenářském spolku pořádal koncerty, na kterých rovněž vystupoval se svými improvizovanými skladbami. Oblíbené byly hlavně jeho Kozácké večery, zaměřené na maloruské (ukrajinské) lidové písně; věnoval se ale také písním bulharským, ruským a srbským. Ve čtenářském spolku se seznámil s Františkem Sušilem a začal harmonizovat jím sebrané lidové písně. Sušil byl jeho výsledky nadšený, zejména poté, co se mu podařilo upravit obtížnou skladbu Putovali hudci. Javůrkovy úpravy přispěly k popularizaci Sušilova díla. Beseda brněnská vydala dva sešity těchto písní, pro velké náklady se ale od dalších vydání muselo upustit.
Po několika letech byl přeložen do Olomouce, kde byl rovněž veřejně činný. K první slovanské besedě tam složil píseň Na Moravu, stal se i autorem skladeb Píseň vyhnanců nebo Na Krkonoše. Přispíval do novin jako operní referent a kritik. Roku 1866 byl rovněž korespondentem Moravské orlice v prusko-rakouské válce.
V roce 1869 byl převelen do města Budva v Dalmácii, v nejjižnější části monarchie. Pracoval tam jako plukovní lékař, ve volném čase sbíral srbské lidové písně a postupně si získal oblibu u obyvatel Dubrovníku. Byl rovněž oceněn zlatým záslužným křížem a vojenskou medailí za pomoc při potlačení povstání v Budvě: Když se povstalci přiblížili k městu v době, kdy většina vojáků byla jinde, postavil se i se zraněnými z nemocnice na stráž; tím vzbudil dojem, že místní posádka je stále silná a povstalci nezaútočili.
Roku 1872 jej přeložili do Mariboru a o tři roky později do Judenburgu. Žil tam šťastně až do okamžiku, kdy jej kvůli závisti nadřízeného převeleli do Brucku. Tam byl velmi nespokojen a žádal o přesun k české posádce. Velení armády bylo jeho žádosti příznivě nakloněno; než ale k tomu došlo, projevila se u Javůrka duševní nemoc. Dostal časově neomezenou dovolenou. Po léčení se jeho stav mírně zlepšil. V červenci 1879 navštívil sourozence, bydlel přitom u bratra Antonína ve Slavkově. Místní spolek mu chtěl uspořádat koncert, ale nakonec z toho sešlo, aby silnými dojmy neutrpěla jeho psychika. V té době dál skládal a harmonizoval, ale hlavně díla s námětem smrti.
Ze Slavkova odjel v doprovodu manželky do Splitu. Ačkoliv byl zdánlivě zdravý, odmítal přijímat potravu a 29. ledna 1880 tam v rodinném kruhu zemřel.

## Dílo
Z knižně vydaných prací jsou známé:
- Moravské národní písně ze sbírky Fr. Sušila (1864)
- České národní písně na Moravě a na Slezsku ze sbírky P. Fr. Sušila (70. léta 19. století), oceňovaná sbírka 75 skladeb, vydaná nákladem Matice hudební v Praze[8]
- Na Moravu!